# Wojskowy Komitet Sztabowy
Wojskowy Komitet Sztabowy, ang. Military Staff Committee, skrót: (pol.) WKS, (ang.) MSC - organ pomocniczy funkcjonujący przy Radzie Bezpieczeństwa ONZ, utworzony na podstawie art. 47 Karty NZ.
Artykuł ten przewiduje możliwość użycia sił zbrojnych, na podstawie planów opracowanych przez Radę, za pomocą Wojskowego Komitetu Sztabowego. Składa się on z szefów sztabów sił zbrojnych stałych członków RB (Rosja, Chińska Republika Ludowa, Wielka Brytania, Francja i Stany Zjednoczone). Głównym zadaniem WKS jest służenie RB pomocą w zakresie spraw wojskowych oraz potrzeb dotyczących utrzymania międzynarodowego pokoju i bezpieczeństwa. Obejmuje to użycie i dowodzenie oddanymi do jej dyspozycji siłami zbrojnymi, normowanie i ewentualne rozbrojenie.
Źródła
- Karta Narodów Zjednoczonych (Art. 47) - Ośrodek Informacji ONZ w Warszawie